# Kubajbat al-Asi
Kubajbat al-Asi (arab. قبيبات العاصي) – miejscowość w Syrii, w muhafazie Hama. W 2004 roku liczyła 1058 mieszkańców.